# ロバート・ウィリアムズ (アーチェリー選手)
ロバート・W・ウィリアムズ・ジュニア（Robert W. Williams Jr.、1841年1月24日 - 1914年12月10日）は、ペンシルベニア州チェンバーズバーグに生まれ、ワシントンD.C.で没した、20世紀初めに活動したアメリカ合衆国のアーチェリー選手。ミズーリ州で開催された1904年セントルイスオリンピックにおいて、ダブル・ヨーク・ラウンドとアメリカン・ラウンドの2種目で銀メダルを獲得した。また、団体戦では金メダルを獲得した。
ウィリアムズは、南北戦争に従軍した経験を持っていた数名のオリンピック・アメリカ合衆国代表選手のひとりであったが、1904年のオリンピックのアーチェリー競技には、アメリカ連合国（南軍）側のジョージア第4歩兵連隊 (4th Georgia Infantry) の退役兵だったウィル・H・トンプソン (Will H Thompson) や、北軍の第48オハイオ連隊 (48th Ohio) の退役兵であるウィリアム・A・クラーク (William A Clark) もともに参加していた。ウィリアムズは、第54オハイオ歩兵連隊 (54th Ohio Infantry Regiment) に大佐として従軍していた。